# Podsavezna nogometna liga Doboj 1967./68.
Podsavezna nogometna liga Doboj, također i kao "Dobojska podsavezna liga", "Jedinstvena podsavezna liga Doboj" za sezonu 1967./68. 
 
Sudjelovalo je 12 klubova, a prvak je bio "Proleter" iz Teslića. 

## Ljestvica
| mj. | klub                  | ut. | pob. | ner. | por. | gol+ | gol- | bod |
| --- | --------------------- | --- | ---- | ---- | ---- | ---- | ---- | --- |
| 1.  | Proleter Teslić       | 22  | 17   | 2    | 3    | 68   | 15   | 36  |
| 2.  | Željezničar Doboj     | 22  | 16   | 2    | 4    | 67   | 26   | 34  |
| 3.  | Zadrugar Tarevci      | 22  | 14   | 2    | 6    | 51   | 30   | 30  |
| 4.  | Proleter Makljenovac  | 22  | 10   | 5    | 7    | 43   | 35   | 25  |
| 5.  | Posavina Miloševac    | 22  | 10   | 4    | 8    | 54   | 32   | 24  |
| 6.  | Mladost Modran        | 22  | 8    | 5    | 9    | 56   | 46   | 21  |
| 7.  | Budućnost Johovac     | 22  | 9    | 3    | 10   | 49   | 47   | 21  |
| 8.  | Rudar Teslić          | 22  | 7    | 3    | 12   | 35   | 42   | 17  |
| 9.  | Naša krila Kostajnica | 22  | 5    | 5    | 12   | 26   | 54   | 15  |
| 10. | BSK Bušletić          | 22  | 5    | 5    | 12   | 32   | 53   | 13  |
| 11. | Sloga Jakeš           | 21  | 6    | 1    | 14   | 30   | 63   | 13  |
| 12. | Mladost Brijenica     | 21  | 4    | 1    | 16   | 35   | 69   | 9   |

- Ljestvica bez rezultata jedne utakmice

## Rezultatska križaljka
| kratica | klub                  | BSK | BUD | MLAB | MLAM | NAK | POS | PEOM | PROT | RUD | SLO | ZAD | ŽELJ |
| --- | --------------------- | --- | --- | ---- | ---- | --- | --- | ---- | ---- | --- | --- | --- | ---- |
| BSK | BSK Bušletić          |     |     |      |      |     |     |      |      |     |     |     |      |
| BUD | Budućnost Johovac     |     |     |      |      |     |     |      |      |     |     |     |      |
| MLAB | Mladost Brijenica     |     |     |      |      |     |     |      |      |     |     |     |      |
| MLAM | Mladost Modran        |     |     |      |      |     |     |      |      |     |     |     |      |
| NAK | Naša krila Kostajnica |     |     |      |      |     |     |      |      |     |     |     |      |
| POS | Posavina Miloševac    |     |     |      |      |     |     |      |      |     |     |     |      |
| PROM | Proleter Makljenovac  |     |     |      |      |     |     |      |      |     |     |     |      |
| PROT | Proleter Teslić       |     |     |      |      |     |     |      |      |     |     |     |      |
| RUD | Rudar Teslić          |     |     |      |      |     |     |      |      |     |     |     |      |
| SLO | Sloga Jakeš           |     |     |      |      |     |     |      |      |     |     |     |      |
| ZAD | Zadrugar Tarevci      |     |     |      |      |     |     |      |      |     |     |     |      |
| ŽELJ | Željezničar Doboj     |     |     |      |      |     |     |      |      |     |     |     |      |
| |                       |     |     |      |      |     |     |      |      |     |     |     |      |
| podebljan rezultat - utakmice od 1. do 11. kola (1. utakmica između klubova) rezultat normalne debljine - utakmice od 12. do 22. kola (2. utakmica između klubova) rezultat nakošen - nije vidljiv redoslijed odigravanja međusobnih utakmica iz dostupnih izvora rezultat nakošen i smanjen * - iz dostupnih izvora nije uočljiv domaćin susreta prekrižen rezultat - poništena ili brisana utakmica p - utakmica prekinuta 3:0 p.f. / 0:3 p.f. - rezultat 3:0 bez borbe n.i. - nije igrano |                       |     |     |      |      |     |     |      |      |     |     |     |      |

 Izvori: 